# David Remez
David Remez (en hebreo דוד רמז, nacido como David Drabkin en 1886 y fallecido el 19 de mayo de 1951) fue un político israelí, el primer Ministro de Transporte de Israel y uno de los firmantes de la Declaración de Independencia.

## Antecedentes
Remez nació en el pueblo de Kopys en el Imperio ruso (ahora en Bielorrusia), y en 1886 asistió a la escuela secundaria. Estudió Derecho en el Imperio otomano antes de empezar a trabajar como profesor. Se trasladó a la Palestina otomana en 1913, y trabajó como obrero agrícola en Ben Shemen, Be'er Tuviya, Karkur y Zikhron Ya'aqov, involucrándose en la política y el sindicalismo
Durante la época del Mandato Británico de Palestina ocupó el cargo de Director de la Oficina de Obras Públicas de la Histadrut de 1921 a 1929, así como del ayuntamiento de Tel Aviv desde 1921 hasta 1925, y fue miembro fundador del partido de David Ben-Gurión (Mapai). Se convirtió en Secretario de la Histadrut en 1930, cargo que mantuvo hasta 1946, y también presidió el Va'ad HaLeumi (Consejo Nacional) de las Comunidades Judías entre 1944 y 1949.
Cuando Israel firmó su declaración de independencia, Remez fue nombrado ministro de Transporte del gobierno provisional de David Ben-Gurión el 14 de mayo de 1948, cargo que conservó después de la formación del primer gobierno tras las primeras elecciones del Knéset en 1949. Cuando el primer gobierno se derrumbó en noviembre de 1950, Remez fue nombrado ministro de Educación, tomando el puesto de Zalman Shazar. Murió en mayo de 1951, convirtiéndose en el primer ministro israelí fallecido desempeñando el cargo.
Después de su muerte, varios lugares de Israel fueron nombrados con su nombre, entre ellos el barrio de Ramat Remez, en Haifa y la plaza de Remez en Jerusalén. Su hijo, Aharon Remez fue el segundo comandante de la Fuerza Aérea de Israel.